# Savka Dabčević-Kučar
Savka Dabčević-Kučar, née le 6 décembre 1923 à Korčula et décédée le 6 août 2009 à Zagreb, est une femme politique yougoslave et croate.
Elle s'est notamment porté soutien du Printemps croate des années 1970 et fut à l'origine de la création du Parti populaire croate lors de l'indépendance de la Croatie.